# 栗崎日出男
栗崎 日出男（くりさき ひでお、1948年1月1日 - ）は、福岡県出身の元プロ野球選手。ポジションは外野手。

## 来歴・人物
柳川商業高等学校では五番で中堅手。高校時代の通算打率は三割六分台でホームランは9本打っている。
1965年のドラフトで南海ホークスから4位で指名され入団。
一軍公式戦に出場することはなく、球団から退団を言い渡された。

## 詳細情報

### 年度別投手成績
- 一軍公式戦出場無し

### 背番号
- 43 （1966年 - 1967年）